# Office of National Drug Control Policy

ONDCP:s sigill

Office of National Drug Control Policy (förkortning: ONDCP) är en avdelning inom USA:s presidentkansli som har till uppgift att leda och samordna arbetet inom USA:s federala statsmakt mot illegala droger.
Chefen, vars titel är, utses av USA:s president och måste godkännas av senaten. Informellt kallas chefen för ONDCP kallats för Drug Czar och ingick i presidentens kabinett från 1989 till 2009..
Den 18 november 1988 när president Ronald Reagan undertecknade lagförslaget som blev "Public Law 100–690" på 365 sidor som innehöll stycken drogbekämpning bildades ONDCP. Reagans vicepresident och vinnare i 1988 års presidentval, George H.W. Bush, nominerade den förste chefen för ONDCP efter att ha svurit presidenteden.

## Lista över chefer för ONDCP
| Nr | Porträtt | Namn                        | Ämbetsperiod | President utnämnd av | Not   |
| -- | -------- | --------------------------- | ------------ | -------------------- | ----- |
| 1  |          | William J. Bennett          | 1989–1991    | George H.W. Bush     |       |
| 2  |          | Bob Martinez                | 1991–1993    | George H.W. Bush     |       |
| 3  |          | Lee P. Brown                | 1993–1995    | Bill Clinton         |       |
| 4  |          | Barry McCaffrey             | 1996–2001    | Bill Clinton         |       |
| 5  |          | John P. Walters             | 2001–2009    | George W. Bush       |       |
| 6  |          | Gil Kerlikowske             | 2009–2014    | Barack Obama         |       |
| 7  |          | Michael Botticelli          | 2014–2017    | Barack Obama         |       |
| 8  |          | James W. Carroll            | 2018–2021    | Donald Trump         |       |
| 9  |          | Rahul Gupta                 | 2021–2025    | Joe Biden            | [ 4 ] |
| -  |          | Jon Rice (ställförträdande) | 2025–        | Donald Trump         |       |